# Фърбан
Фърбан (на английски: Ferbane; на ирландски: Féar Bán, в най-близък превод от ирландски Бяла трева) е град в централната част на Ирландия, графство Офали на провинция Ленстър. Разположен е край река Бросна. Намира се на около 30 km на запад от административния център на графството град Тъламор. От 1957 г. тук има построена електрическа централа. Имал е жп гара от 29 май 1884 г. до 1 януари 1963 г. Населението му е 1164 жители от преброяването през 2006 г. 